# Эбель, Жан-Пьер
Жан-Пьер Эбель (фр. Jean-Pierre Ebel; 25 января 1920, Бишвиллер, Гранд-Эст, Франция — 20 июня 1992, Гренобль департамент Изер) — французский биохимик, фармаколог, доктор наук, профессор, иностранный член РАН (1991; иностранный член АН СССР с 1982).

## Биография
Изучал медицину в Страсбургском университете. С 1942 года работал фармацевтом в Страсбурге.
Участник Французского движения Сопротивления во время Второй мировой войны. Арестован гестапо в июне 1943 года. Был заключён в тюрьму в Клермон-Ферране, затем в Мулен и Компьен, затем до 1945 года находился в концлагерях Бухенвальд и Дора-Миттельбау.
После окончания войны в 1946 году получил научную степень в области физических наук. В 1951 году защитил докторскую диссертацию в Страсбургском университете. С 1962 года — профессор биохимии в Страсбурге, затем в Страсбургском университете I им. Луи Пастера. С 1973 по 1991 год был директором Института молекулярной и клеточной биологии CNRS в Страсбурге. В 1992 году — директор Гренобльского института структурной биологии.
Был членом управляющего комитета Исследовательского центра макромолекулярной биохимии Монпелье (председатель), председателем биохимической комиссии CNRS, Президентом комитета Института научных исследований рака им. Вильжюифа. Вице-президентом Совета Европейской организации молекулярной биологии, Совета Французского химического общества, комитета по управлению Парижского института молекулярно-биологических исследований и Центра молекулярной биофизики, научного совета Фонда медицинских исследований и совета Международного биохимического союза.
Президент, затем генеральный секретарь Французского общества биохимии и молекулярной биологии, член Страсбургской секции Химического общества Франции (вице-президент, затем президент), президент Федерации европейских биохимических обществ, член Парижского биологического общества, Лондонского биохимического общества, Американского химического общество (Вашингтон).
Член совета Биохимического общества (президент, генеральный секретарь), Французской Академии наук, Национальной фармацевтической академии в Париже и РАН (Москва). 24 ноября 1970 года был избран членом-корреспондентом Национальной медицинской академии.

## Научная деятельность
Занимался исследованиями по первичной структуре рибосомных РНК.

## Награды
- Крест Добровольцев Сопротивления
- Командор ордена Почётного легиона
- Военный крест 1939—1945 (Франция)
- Кавалер Ордена Здравоохранения (Франция)
- Медаль депортированным за Сопротивление